# Erdmannsdorffstraße 227 (Wörlitz)

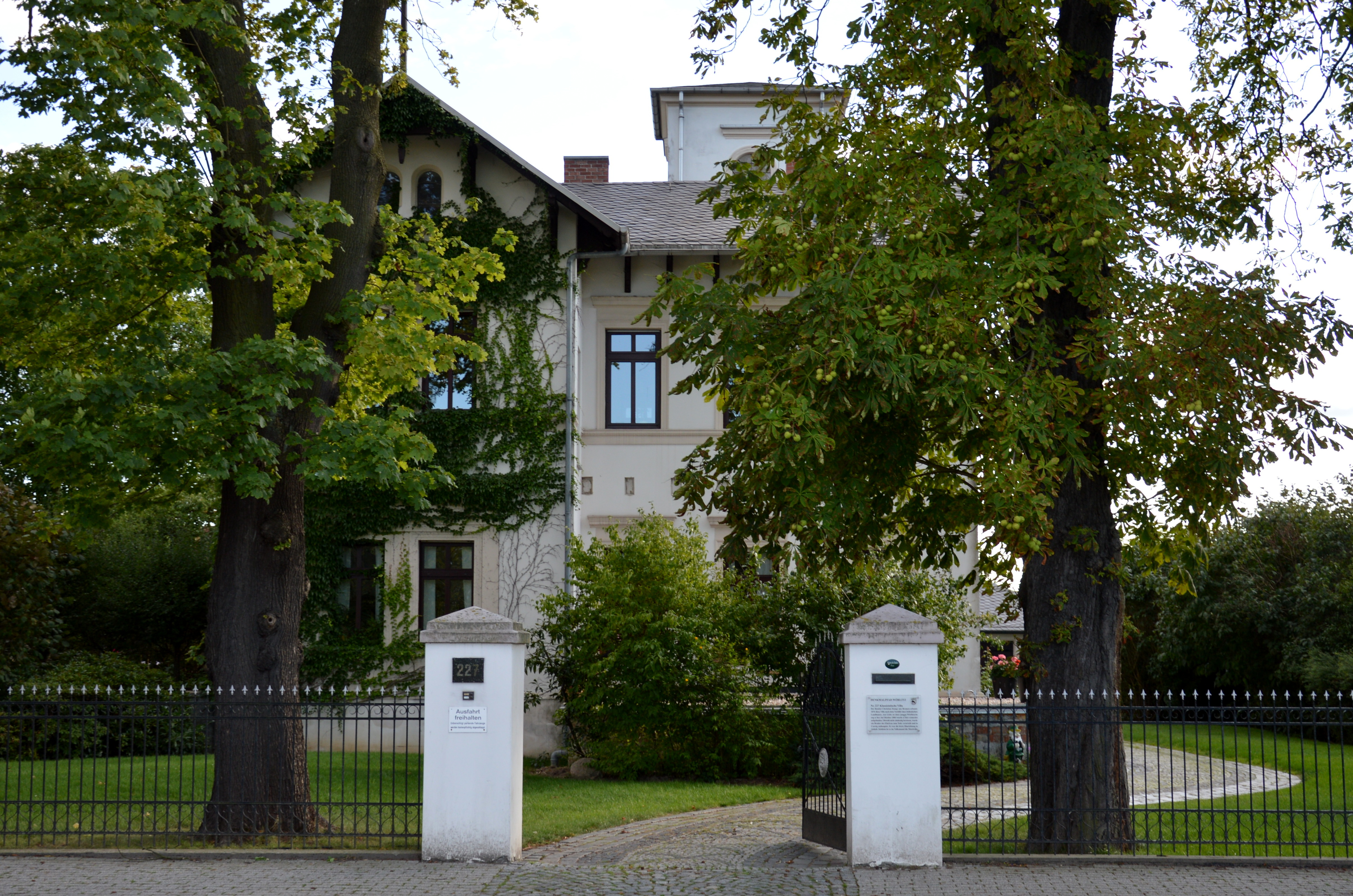
Villa Erdmannsdorffstraße 227

Das Gebäude Erdmannsdorffstraße 227 ist eine denkmalgeschützte Villa in Wörlitz in Sachsen-Anhalt.
Sie befindet sich östlich der Wörlitzer Innenstadt an der Adresse Erdmannsdorffstraße 227. Im örtlichen Denkmalverzeichnis ist sie unter der Erfassungsnummer 094 40030 als Villa eingetragen.

## Architektur und Geschichte
Die Villa wurde im Jahr 1876 durch den aus Bremen stammenden Rentier Christian Stange errichtet. Der zweigeschossige verputzte Ziegelbau orientiert sich in seiner Gestaltung an das Erscheinungsbild italienischer Landhäuser. Es finden sich klassizistische Gestaltungselemente. Bedeckt ist die Villa von einem überstehenden Satteldach, das mit verzierten Streben aus Sprengwerk gestützt wird. Auf der rückwärtigen Seite des Gebäudes ist ein die Villa überragender Treppenturm angeordnet.
Stange war aufgrund einer Liebesbeziehung zu einer jungen Wörlitzerin nach Wörlitz verzogen. Im Oktober 1884 wurde Christian Stange ermordet aufgefunden. Ein Bruder seiner Ehefrau wurde des Mordes beschuldigt und, obwohl er die Tat bestritt, zum Tode verurteilt. Er wurde in Coswig (Anhalt) enthauptet. Es handelte sich um die letzte Hinrichtung im Land Anhalt.
Aufgrund der Ereignisse wird das Gebäude im Volksmund auch als die Mordvilla bezeichnet.